# عبد العزيز الدوري
عبد العزيز عبد الكريم طه الدّوريّ (الدور في 1338 هـ / 1919م - عمّان 19 نوفمبر 2010م)، مؤرخ عراقي يعد شيخ المؤرخين وإمام التاريخيين. أغنى بعطائه الثري الدراسات التاريخية العربية والإسلامية.

## الولادة والنشأة
ولد الدكتور الدوري في قضاء الدور التابع لمحافظة صلاح الدين عام 1919، التي منها أخذ لقبه، وقد كانت قرية صغيرة. فيها تعلم في مدارس (الكتاب) حيث حفظ القرآن الكريم ثم انتقل إلى بغداد.

## الدراسة
درس في بغداد وأكمل دراسته الثانوية. حصل على بعثة علمية في المملكة المتحدة، فسافر إلى لندن ونال شهادة البكالوريوس من جامعتها 1940. استمر في دراسته هناك وحصل على شهادة الدكتوراه عام 1942، وكانت أطروحة الدكتوراه بعنوان (تاريخ العراق الاقتصادي للقرن الرابع الهجري)..

## سيرته المهنية ومنهجه العلمي
درس التاريخ في دار المعلمين العالية ثم كلية الآداب والعلوم قبل قيام جامعة بغداد. عمل مؤسسا وعميدا لكلية الآداب والعلوم وتولى رئاسة جامعة بغداد خلال الفترة 1963-1968 لينتقل بعدها للتدريس في الجامعة الأردنية.
استطاع الدوري في مؤلفاته التاريخية أن يقدم صورة جديدة للتاريخ العربي الإسلامي عن طريق دمجه لأصالة البحث التاريخي في مؤلفات المؤرخين العرب القدماء مع أدوات التحليل والبحث التي استقاها من الغرب.
استطاع الدوري في مرحلة مبكرة جدا، تحديدا عام 1945 أن يقدم لنا كتاب (مقدمة في تاريخ صدر الإسلام) وهي رؤية جديدة للتاريخ الإسلامي جمع فيها رؤيته للعوامل المختلفة التي أسهمت في تطور التاريخ الإسلامي والذي يحددها بعوامل عقدية إيمانية وعوامل قبلية عصبية وعوامل اقتصادية، وبهذا جمع الدوري برؤية المسلم العربي مجمل العوامل الأساسية المؤثرة في التاريخ دون تحيز لنظرية معينة تضع أحد هذه العوامل أولا فَلَم يُعلِ من شأن الإيمان مهملا الاقتصاد ولم يهمل العصبية ليركز على الاقتصاد. طبق الدوري كل ذلك على مرويات التاريخ الإسلامي الوفيرة ليضع صورة أكثر وضوحا لأزمات التاريخ الإسلامي مثل فتنة مقتل عثمان ونزاعات الخلافة بين علي بن أبي طالب ومعاوية بن أبي سفيان ومشاكل العراق الاقتصادية في تلك الفترة.
كان كتابه الآخر (مقدمة في التاريخ الاقتصادي العربي) أحد الكتب الأولى وما زالت أحد الكتب النادرة التي تتحدث عن مراحل تطور الاقتصاد في بدايات الدولة الإسلامية.

## الأعمال والمراكز التي شغلها
1. مدرس، أستاذ مدرس، دار المعلمين العالية. 1943 – 1948 م.
2. عميد كلية الآداب والعلوم. 1948 – 1958 م.
3. أستاذ زائر للجامعة الأمريكية، بيروت. 1959 – 1960 م.
4. أستاذ زائر لكلية الدراسات الشرقية، جامعة لندن. 1955 – 1956 م.
5. رئيس جامعة بغداد. 1963 – 1968 م.
6. رئيس المجلس الأعلى للجامعات العراقية. بغداد. 1967 – 1968 م.
7. أستاذ التاريخ الإسلامي الجامعة الأردنية. 1969 م.[2]

## عضوية الهيئات والجمعيات المحلية والدولية
1. رئيس جمعية الكتاب والمؤلفين العراقيين 1961 – 1968 م.
2. عضو المجمع العلمي العراقي.
3. عضو مراسل في مجمع اللغة العربية في القاهرة.
4. عضو مراسل في مجمع اللغة العربية في دمشق.
5. عضو شرف في مجمع اللغة العربية في عمان.
6. عضو في مؤسسة آل البيت للفكر الإسلامي.[4]

## الجوائز التي حصل عليها
1. دكتوراه فخرية من جامعة هالة الألمانية، عام 1962 م.
2. جائزة الملك فيصل العالمية للدراسات الإسلامية، عام 1984 م.
3. جائزة المجمع العلمي العراقي.
4. وسام التربية الممتاز، الأردن.
5. الجائزة التقديرية مركز الأبحاث للتاريخ والفنون والثقافة الإسلامية، إسطنبول عام 1988 م.
6. جائزة المنظمة العربية والتربية والثقافة والعلوم، للثقافة العربية، عام 2000 م.
7. وسام الاستقلال من الدرجة الأولى، الأردن عام 2002 م.[3]

## الأعمال
تأليف
1. العصر العباسي الأول بغداد 1945 م، ط2، بيروت 1989 م.
2. دراسات في العصور العباسية المتأخرة، مطبعة الرابطة بغداد 1945 م.
3. موجز تاريخ الحضارة العربية (بالاشتراك مع ناجي معروف) بغداد 1952 م.
4. تأريخ العراق الاقتصادي في القرن الرابع الهجري بغداد 1948 م.
5. النظم الإسلامية، ج1، بغداد 1950 م.
6. مقدمة في تأريخ صدر الإسلام بغداد 1949 م (ترجم إلى التركية).
7. بحث في نشأة علم التاريخ عند العرب، بيروت 1960 م (ترجم إلى الإنكليزية).
8. مقدمة في التأريخ الاقتصادي العربي، 1969 بيروت 1982 م (ترجم إلى الألمانية والتركية).
9. التكوين التاريخي للأمة العربية، نشر مركز دراسات الوحدة العربية، بيروت 1983 (ترجم إلى الإنكليزية).
10. الجذور التاريخية للقومية العربية بيروت 1960 م.
11. الجذور التاريخية للشعوبية، ط1، بيروت 1962 م[3]..

تحقيق
1. أخبار الدولة العباسية وفيه أخبار العباس وولده، صدر سنة 1971.[6]

## البحوث العلمية
قام الدكتور عبد العزيز الدوري بتأليف ونشر البحوث العلمية في مجالات التأريخ الإسلامي في الاقتصاد والسياسية والاجتماع وقد بلغ عدد البحوث المنشورة له أكثر من ستين بحثا في اللغة العربية ولديه بحوث بنفس العدد باللغة الإنكليزية وحيث قدمها في المؤتمرات العالمية التي حضرها.
شارك في مؤتمرات علمية عديدة وأشرف على كثير من رسائل الماجستير والدكتوراه في التاريخ والحضارة العربية الإسلامية..